# 시카고 익스프레스
| 시카고 익스프레스 |                                   |
| 콘퍼런스          | 동부 콘퍼런스 (2011년~2012년)     |
| 디비전            | 노스 디비전 (2011년~2012년)       |
| 설립연도          | 2011년                            |
| 해체연도          | 2012년                            |
| 역사              | 시카고 익스프레스 (2011년~2012년) |
| 경기장            | 시어스 센터                       |
| 연고지            | 일리노이주 호프만 에스테이츠      |
| 상징색            | 남색, 회색, 스카이 블루           |
| 구단주            |                                   |
| 단장              |                                   |
| 감독              |                                   |
| NHL 제휴          |                                   |
| AHL 제휴          |                                   |
| 정규시즌 우승     |                                   |
| 콘퍼런스 우승     |                                   |
| 디비전 우승       |                                   |
| 켈리 컵           |                                   |
| 영구 결번         |                                   |

시카고 익스프레스(Chicago Express)는 미국 일리노이주 호프만 에스테이츠을 연고지로 하는 2011년부터 2012년까지 ECHL 소속되었던 아이스 하키팀이다.

## 역대 홈경기장
| 경기장            | 사용기간      | 수용인원 | 장소                         | 비고 |
| ----------------- | ------------- | -------- | ---------------------------- | ---- |
| 시카고 익스프레스 |               |          |                              |      |
| 시어스 센터       | 2011년~2012년 | 8,362명  | 일리노이주 호프만 에스테이츠 | 빈칸 |